# اینترکسموس
اینترکُسموس (به روسی: Интеркосмос) یک برنامه فضایی اتحاد جماهیر شوروی سوسیالیستی بود که به منظور کمک به متحدین شوروی در ماموریت‌های باسرنشین و بی‌سرنشین در فضای بیرونی طراحی شده بود.

## کشورهای همکار
این برنامه کشورهای اروپای شرقی که بر پایهٔ دو پیمان پیمان ورشو، کمکان متحد شوروی بودند و دیگر کشورهای سوسیالیستی مانند جمهوری دموکراتیک افغانستان، کوبا، جمهوری خلق مغولستان و ویتنام را دربرمی‌گرفت. همچنین کشورهای جنبش عدم تعهد حامی شوروی مانند هند و سوریه و حتی فرانسه، باوجوداین‌که کشوری سرمایه‌داری و متحد پاره‌وقت ایالات متحده آمریکا و عضو سازمان پیمان آتلانتیک شمالی (ناتو) است در آن شرکت می‌کردند.

## همکاری با آمریکا
به دنبال پروژه آزمایشی آپولو–سایوز، در دهه ۱۹۷۰ (میلادی) گفتگوهایی بین اداره کل ملی هوانوردی و فضا (ناسا) و اینترکسموس دربارهٔ برنامه شاتل-سالیوت انجام شدند تا ماموریت‌های شاتل فضایی با پرواز به ایستگاه فضایی سالیوت انجام شوند. حتی در گفتگوهای بعدی در دهه ۱۹۸۰ (میلادی) پیشنهاد شد تا در آینده، شاتل‌های برنامه بوران شوروی به یک ایستگاه فضایی که آمریکا می‌خواست بسازد پرواز کنند. درحالیکه در هنگام انجام برنامه اینترکسموس، برنامه شاتل-سالیوت هرگز اجرایی نشد پس از فروپاشی اتحاد جماهیر شوروی، برنامه شاتل–میر جایگزین آن در ایستگاه فضایی بین‌المللی شد.

## فضانوردان تازه
با آغاز برنامه اینترکسموس در آوریل ۱۹۶۷ (میلادی) با ماموریت‌های ماهواره‌ای بدون سرنشین، نخستین مأموریت با سرنشین برنامه اینترکسموس در فوریه ۱۹۷۸ (میلادی) آغاز شد. بین ۱۹۷۸ تا ۱۹۸۸ (میلادی) پروازهای فضایی مشترک به ۱۴ فضانورد غیر شوروی امکان داد تا در پروازهای فضایی سایوز شرکت کنند. این برنامه، نخستین فرد غیر شوروی یا آمریکایی به نام ولادیمیر رمک از چکسلواکی، نخستین سیاه‌پوست-هیسپانیک جهان به نام آرنالدو تامایو مندز از کوبا، و نخستین فرد از آسیای جنوب خاوری به نام پام توان از ویتنام را به فضا فرستاد. بین همه کشورهای همکار در برنامه اینترکسموس، تنها جمهوری خلق بلغارستان ۲ فضانورد را به فضا فرستاد. اگرچه نفر دوم با برنامه اینترکسموس به فضا نرفت و فضانورد فرانسوی ژان-لوپ کرتین دو پرواز جداگانه داشت. شوروی با دیدگاه درآمدزایی، به بریتانیا، ژاپن، و فنلاند پیشنهاد شرکت در برنامه اینترکسموس را داد که به پرواز نخستین فضانوردان ژاپنی و بریتانیایی انجامید.

## آرمان‌های سیاسی
برنامه سرنشین‌دار اینترکسموس و ماموریت‌های مانند آن برای شوروی، آرمان‌های سیاسی نیز داشتند؛ زیرا در هنگام افزایش ناخشنودی اعضای پیمان ورشو و دیگر کشورهای دوست شوروی، از آن برای داشتن دست بالا استفاده می‌کرد.

## مأموریت‌های باسرنشین

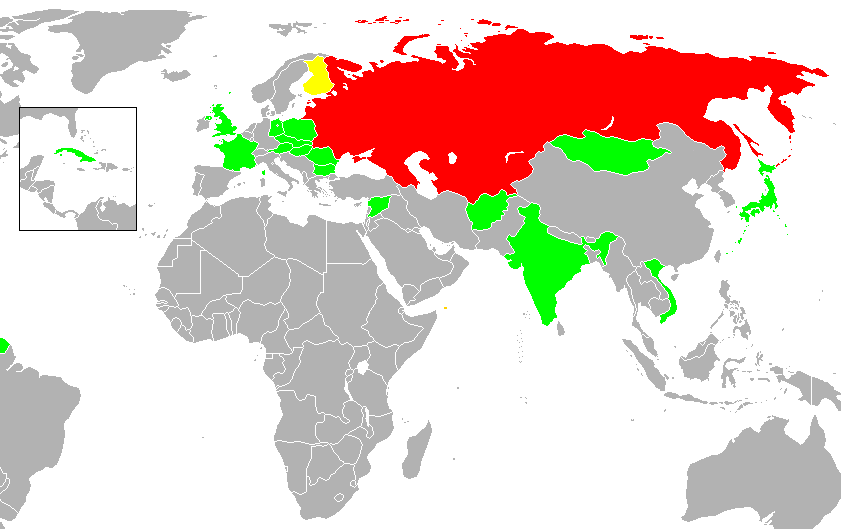

| تاریخ           |  | اصلی                        | ذخیره                       | کشور                       | مأموریت      | ایستگاه فضایی             |
| --------------- |  | --------------------------- | --------------------------- | -------------------------- | ------------ | ------------------------- |
| ۲ مارس ۱۹۷۸     |  | ولادیمیر رمک                | Oldřich Pelčák              | جمهوری سوسیالیستی چکسلواکی | سایوز ۲۸     | سالیوت ۶                  |
| ۲۷ ژوئن ۱۹۷۸    |  | میروسلاو هرماشفسکی          | Zenon Jankowski             | جمهوری خلق لهستان          | سایوز ۳۰     | سالیوت ۶                  |
| ۲۶ اوت ۱۹۷۸     |  | زیگموند یان                 | ابرهارد کولنر               | جمهوری دمکراتیک آلمان      | سایوز ۳۱     | سالیوت ۶                  |
| ۱۰ آوریل ۱۹۷۹   |  | گئورگی ایوانف               | الکساندر پانایوتف الکساندرف | جمهوری خلق بلغارستان       | سایوز ۳۳     | سالیوت ۶ (Docking failed) |
| ۲۶ مه ۱۹۸۰      |  | برتالان فارکاش              | Béla Magyari                | جمهوری خلق مجارستان        | سایوز ۳۶     | سالیوت ۶                  |
| ۲۳ ژوئیه ۱۹۸۰   |  | پام توان                    | Thanh Liem Bui              | ویتنام                     | سایوز ۳۷     | سالیوت ۶                  |
| ۱۸ سپتامبر ۱۹۸۰ |  | آرنالدو تامایو مندز         | Jose Lopez Falcon           | کوبا                       | سایوز ۳۸     | سالیوت ۶                  |
| ۲۳ مارس ۱۹۸۱    |  | ژوگدردمیدیین گوراگچا        | مایدارژاوین گانزوریگ        | جمهوری خلق مغولستان        | سایوز ۳۹     | سالیوت ۶                  |
| ۱۴ مه ۱۹۸۱      |  | دیمیترو پروناریو            | Dumitru Dediu               | جمهوری سوسیالیستی رومانی   | سایوز ۴۰     | سالیوت ۶                  |
| ۲۴ ژوئن ۱۹۸۲    |  | ژان-لوپ کرتین               | پاتریک بودری                | فرانسه                     | سایوز تی-۶   | سالیوت ۷                  |
| ۲ آوریل ۱۹۸۴    |  | راکش شارما                  | راویش ماهوترا               | هند                        | سایوز تی-۱۱  | سالیوت ۷                  |
| ۲۲ ژوئیه ۱۹۸۷   |  | محمد فارس                   |                             | سوریه                      | سایوز تی‌ام-۳ | ایستگاه فضایی میر         |
| ۶ ژوئیه ۱۹۸۸    |  | الکساندر پانایوتف الکساندرف | Krasimir Stoyanov           | جمهوری خلق بلغارستان       | سایوز تی‌ام-۵ | ایستگاه فضایی میر         |
| ۲۹ اوت ۱۹۸۸     |  | عبدالاحد مومند              | محمد دوران غلام معصوم       | جمهوری دموکراتیک افغانستان | سایوز تی‌ام-۶ | ایستگاه فضایی میر         |
| ۲۶ نوامبر ۱۹۸۸  |  | ژان-لوپ کرتین               | میشل تونینی                 | فرانسه                     | سایوز تی‌ام-۷ | ایستگاه فضایی میر         |